# Pireus
Pireus nebo Piraeus (řecky  Πειραιάς – Pireas, starořecky: Πειραιεύς – Peiraieús) je řecké město nacházející se jižně od Athén v Sarónském zálivu. Pireus má přibližně 168 tisíc obyvatel a je čtvrtým největším městem v Řecku. Spadá do aglomerace hlavního města Athény a je s nim propojen elektrickou rychlodráhou a městskou autobusovou dopravou. Nese všechny znaky velkého přístavního a obchodně-průmyslové centra. Pireus slouží jako důležitá křižovatka lodních cest a vedou z něj trasy na všechny významné ostrovy v Egejském moři – Krétu, Kyklady, Rhodos, Samos a další.
Již v antickém Řecku bylo město důležité především díky svému přístavu a po obnově Athén v roce 1834 se Pireus postupně stal jedním z nejvýznamnějších průmyslových a loďařských center ve Středozemním moři. V současnosti je Pireus hlavní přístav v Řecku, největší osobní přístav v Evropě a třetí největší na světě. Patří mezi deset největších přístavů na kontejnerovou dopravu v Evropě. Přepraví asi 20 milionů cestujících ročně. 

## Etymologie
Pireus byl osídlen již v prehistorických dobách a jeho název znamená „místo přechodu – převozu“. V těchto dobách to byl skalnatý ostrov se strmým kopcem Munichia, současný Kastella, který byl spojen s pevninou nízkým blátivým pásem pevniny. Ten byl po většinu roku zaplaven mořskou vodou, a proto se nazýval Halipedon, což znamená „solné pole“. Během následujících století záplavy postupně ustávaly a již v klasickém období Řecka se přechod stal bezpečným a byly zde vybudovány tři přístavy.

## Geografie
Pireus je ohraničen pohořím Egaleo na severozápadě, Sarónským zálivem na jihu a aglomerací Athény na východě a severovýchodě. Vlastní město Pireus se rozkládá na skalnatém poloostrově spojeným s pevninou šíjí. 
Vhodné geografické uspořádání vedlo k založení tří přístavů:
- centrální Kantharos pro normální lodní linky (vnitrostátní i mezinárodní) je situován na severozápadě a představuje jeden z nejrušnějších obchodních přístavů ve Středozemním moři
- první jachetní Zea nebo Pašalimani, který slouží i pro většinu raketových vznášedel, je využíván řeckým námořnictvem
- druhý jachetní přístav Mikrolimani nebo Turkolimani je využíván řeckým námořnictvem

Nová přístavní zařízení vyrůstají v sousedním Faliru/Faléru východně od Pirea.

## Historie

Ochranné hradby mezi přístavem a Athénami

Pireus má dlouhou historii a byl znám již ve starověkém Řecku. Na počátku 5. století př. n. l. sloužil jako přístavní město, kam se soustředily všechny dovozní a tranzitní obchody pro Athény. Přístav dal vybudovat Themistokles. Roku 483 př.n.l. byla nalezna nová stříbrná žíla v Laurionu a zisk z těžby byl použit na zdesetinásobení flotily triér. Perikles pak nechal postavit osmikilometrové hradby podél silnice z přístavu do Athén. Třetí zeď chránila cestu z Athén k Faléru a ohraničovala prostor, kam se mohlo obyvatelstvo Athén ukrýt při válečném konfliktu.  Dílo završil Hippodamus z Milétu, který rostoucímu městu vtiskl pravoúhlý systém ulic. Přístav svému účelu sloužil i později za římských a makedonských panovníků. V roce 86 př. n. l. však byl zničen Sullou – známý římský politik zde tehdy bojoval proti pontskému králi Mitridatovi. 
V 15. století za osmanské nadvlády bylo město známé pod názvem Aslana Liman „Porto Leone – Lví přístav“, ale  jeho role upadala natolik, že se z něj stala pouhá rybářská vesnice. Pireus byl prakticky opuštěn, s výjimkou kláštera svatého Spyridona (1590) a celnice, která byla používána jen příležitostně pro obchodní přístav.

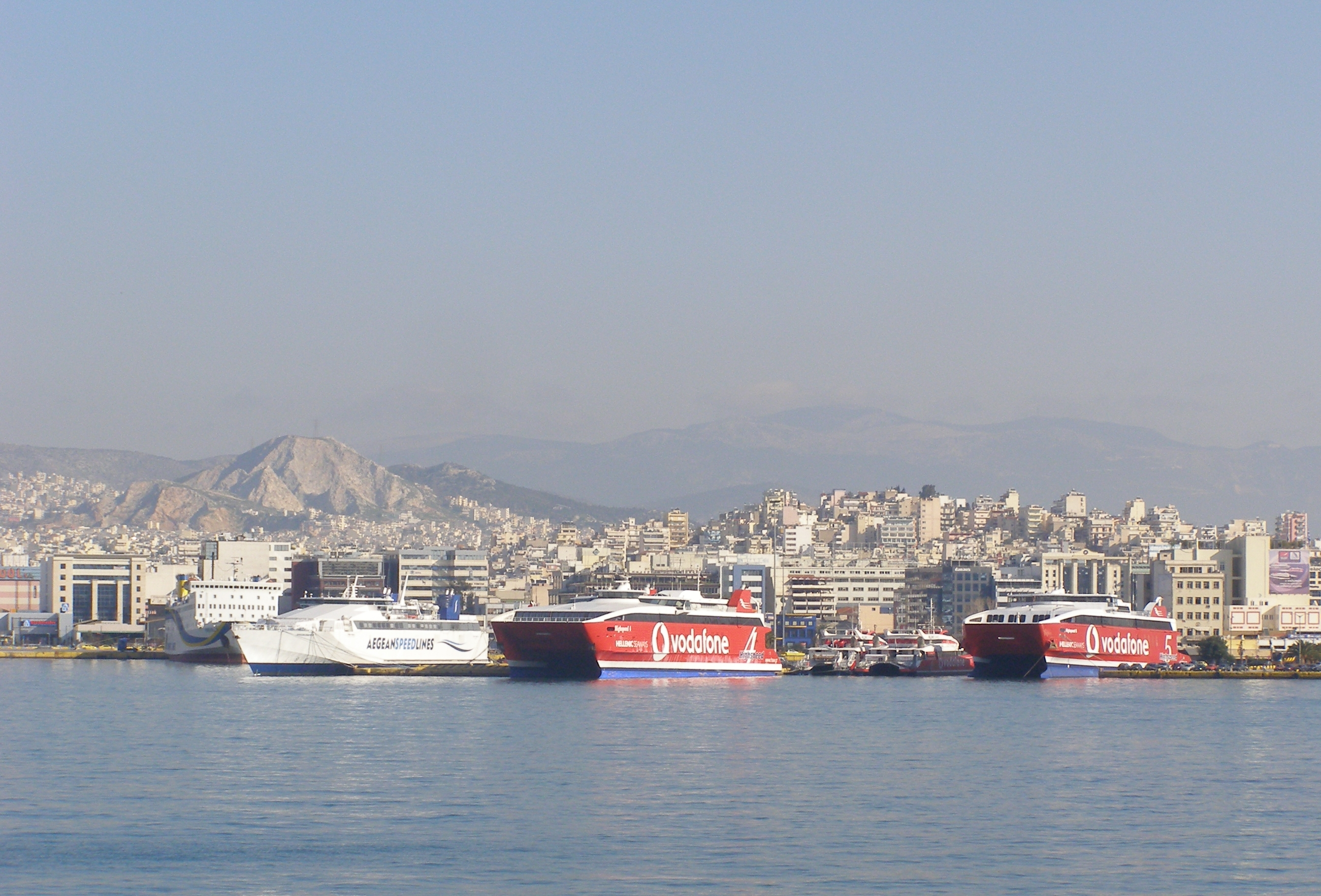
Hlavní přístav v Pireu

Od první poloviny 19. století se však osada začala rozrůstat rychlým tempem. V roce 1834 získaly Athény statut hlavního města a Pireus začal přijímat první vlny přistěhovalců z ostrovů a Peloponésu. Po osvobození Řeků navrhl architekt Schaubert moderní město s pravoúhlými ulicemi podobně jako ve starověku. Pireus předstihl svým významem do té doby největší řecký přístav na ostrově Sýros v Kykladách, neboť se zde usadilo na 100 000 Řeků z Malé Asie. V roce 1923 se tak v důsledku výměny řeckého a tureckého obyvatelstva po prohrané válce počet obyvatel zdvojnásobil.
V současnosti je Pireus městem se zvláštní kosmopolitní atmosférou. Návštěvníkům přístav nabízí rušný trh s rybami, ovocem a zeleninou. Také množství restaurací, klubů a barů. Není zde příliš památek. Z antiky se zachovalo nevelké divadlo z 2. stol. př. n. l. a blízké archeologické muzeum spravuje mnoho historických památek, zejména sochařská díla. Nachází se zde i námořní muzeum. 

## Přístav v rukou čínské společnosti
V důsledku dluhové krize v Řecku byla polovina kontejnerového přístavu v Pireu v roce 2009 pronajata čínské společnosti China Ocean Shipping (Group) Company (zkráceně COSCO) na dobu 35 let. Během následujících 10 let tak zde byla přeprava kontejnerů přibližně zdesetinásobena.

## Partnerská města
- Archangelsk, Rusko
- Baltimore, Maryland, USA
- Galați, Rumunsko
- Kolín nad Rýnem, Německo
- Marseille, Francie
- Ostrava, Česko
- Petrohrad, Rusko
- Rosario, Argentina
- Šanghaj, Čína
- Varna, Bulharsko
- Worcester, Massachusetts, USA